# Volvo Ocean Race
Volvo Ocean Race (hed tidligere Whitbread Round the World Race) er en Jorden rundt havkapsejlads, der afholdes hvert tredje år. Kapsejladsen er etape-baseret og starter typisk i oktober med startby i Europa, i de seneste årgange i Alicante, Spanien. Slut-destinationen er typisk også i Europa, dog har mål-byen, i de seneste sejladser, været varierende.
Fra den første kapsejlads i 1973–74, deltog 17 både. Siden 1997-98 har mellem 9-10 både deltaget. Siden 2005-06 er der indlagt havne-regattaer i etapemåls byerne, så publikum kan komme helt tæt på og ikke kun følge med på diverse medier som tv og internet.
Alle deltagende både er enkelt skrogede sejlbåde med en besætning på 9-11 personer. Bådklassen der benyttes har varieret gennem årene. Selvom bådkonstruktørene har visse muligheder for at designe båden, så skal de overholde nogle på forhånd bestemte specifikationer.
Volvo Ocean Race kom for første gang nogensinde til Danmark, da havkapsejladsen den 22. juni 2018 lagde ruten omkring Aarhus' inderhavn.

## Liste over kapsejladser
| Udgave  | Klasse                             | Etaper | Havne-regattaer | Antal både | Start       | Mål              | Vindende båd       | Vindende skipper      |
| ------- | ---------------------------------- | ------ | --------------- | ---------- | ----------- | ---------------- | ------------------ | --------------------- |
| 1973–74 | 32–80 ft (9,8–24,4 m)              | 4      | 0               | 17         | Portsmouth  | Portsmouth       | Sayula II          | Ramón Carlin          |
| 1977–78 | 51–77 ft (16–23 m)                 | 4      | 0               | 15         | Portsmouth  | Portsmouth       | Flyer              | Conny van Rietschoten |
| 1981–82 | 43–80 ft (13–24 m)                 | 4      | 0               | 29         | Portsmouth  | Portsmouth       | Flyer II           | Conny van Rietschoten |
| 1985–86 | 49–83 ft (15–25 m)                 | 4      | 0               | 15         | Portsmouth  | Portsmouth       | L'esprit d'équipe  | Lionel Péan           |
| 1989–90 | 51–84 ft (16–26 m)                 | 6      | 0               | 23         | Southampton | Southampton      | Steinlager 2       | Peter Blake           |
| 1993–94 | 85 ft (26 m) ketchs & Whitbread 60 | 6      | 0               | 14         | Southampton | Southampton      | NZ Endeavour       | Grant Dalton          |
| 1997–98 | Whitbread 60                       | 9      | 0               | 10         | Southampton | Southampton      | EF Language        | Paul Cayard           |
| 2001–02 | Whitbread 60                       | 10     | 0               | 8          | Southampton | Kiel             | Illbruck Challenge | John Kostecki         |
| 2005–06 | Volvo Open 70                      | 9      | 7               | 7          | Vigo        | Gøteborg         | ABN AMRO I         | Mike Sanderson        |
| 2008–09 | Volvo Open 70                      | 10     | 7               | 8          | Alicante    | Sankt Petersborg | Ericsson 4         | Torben Grael          |
| 2011–12 | Volvo Open 70                      | 9      | 10              | 6          | Alicante    | Galway           | Groupama 4         | Franck Cammas         |
| 2014–15 | Volvo Ocean 65                     | 9      | 10              | 7          | Alicante    | Gøteborg         | Azzam              | Ian Walker            |
| 2017–18 | Volvo Ocean 65                     | 10     | 12              | 7          | Alicante    | Haag             | Dongfeng Race Team | Charles Caudrelier    |